# Grupo Desportivo da Companhia Têxtil do Punguè
Grupo Desportivo da Companhia Têxtil do Punguè, besser bekannt als Têxtil Punguè, ist ein mosambikanischer Fußballverein mit Sitz in der Stadt Beira. Der Verein wurde 1963 gegründet und spielt derzeit in der Fase Provincial, der dritthöchsten Spielklasse des Landes.

## Geschichte
Der Verein wurde am 29. Juli 1963 in der Stadt Beira gegründet und gewann 1981 erstmals die Mosambikanische Meisterschaft. In der Saison 1979 erreichte der Verein das Finale der Taça de Moçambique, des mosambikanischen Pokals, verlor jedoch gegen Palmeiras de Beira mit 5:4 im Elfmeterschießen. Es blieb bei diesem einen Titel, und Têxtil entwickelte sich zu einer Fahrstuhlmannschaft. Das letzte Mal spielte der Meister von 1981 in der Moçambola in der Saison 2018/19, wo er jedoch als Tabellenletzter abstieg. Im Jahr 2022 wurde das Team bis in die 3. Liga durchgereicht, wo es sich bis heute noch befindet.

## Erfolge
- Mosambikanischer Meister (1): 1981
- Mosambikanisches Pokalfinale (3): 1979, 1995/96, 2007
- Mosambikanischer Zweitligameister (2): 1984, 2018[6]

## Stadion
Die Heimstätte von Têxtil Punguè ist das Campo do Ferroviário mit 5000 Plätzen.

## International
| Saison | Turnier               | Runde | Gegner            | Hin | Rück | Gesamt |
| ------ | --------------------- | ----- | ----------------- | --- | ---- | ------ |
| 1982   | CAF Champions League  | 1     | Young Africans FC | 1-2 | 0-2  | 1-4    |
| 1997   | CAF Cup               | 1     | C&M Sales         | -   | -    | -      |
| 2007   | CAF Confederation Cup | Quali | Simba SC          | 1-1 | 4-2  | 5-3    |
| 2007   | CAF Confederation Cup | 1     | Union Douala      | 0-3 | 0-6  | 0-9    |